# Mã Hóa Đằng
Mã Hóa Đằng (tiếng Trung: 马化腾; bính âm: Mǎ Huàténg; sinh ngày 29 tháng 10 năm 1971), còn có biệt hiệu là Pony Ma, là một ông trùm kinh doanh Trung Quốc, nhà đầu tư, nhà từ thiện, kỹ sư, nhà doanh nghiệp về Internet và công nghệ. Ông là người sáng lập, chủ tịch và giám đốc điều hành của Tencent, công ty có giá trị nhất châu Á, một trong 5 tập đoàn lớn nhất thế giới. Công ty kiểm soát dịch vụ nhắn tin di động lớn nhất của Trung Quốc và các công ty con cung cấp phương tiện truyền thông, giải trí, hệ thống thanh toán, điện thoại thông minh, dịch vụ liên quan đến Internet, dịch vụ giá trị gia tăng và dịch vụ quảng cáo trực tuyến, cả ở Trung Quốc và trên toàn cầu.
Năm 2007 và 2014 Tạp chí Time bình chọn ông là một trong những người có ảnh hưởng nhất trên thế giới. Năm 2015, Forbes đã bình chọn ông là một trong những người có quyền lực nhất trên thế giới. Năm 2017, Fortune xếp ông là một trong những doanh nhân hàng đầu của năm. Mã Hóa Đằng từng là Đại biểu Quốc hội Trung Quốc khóa XII. Ông là người giàu thứ 2 Trung Quốc với khối tài sản lên đến 48,4 tỉ USD.